# 9×19 Parabellum
Naboj 9×19 Parabellum (imenovan tudi 9×19 Luger, 9 mm dolgi ipd.) je nastal leta 1902 v nemški tovarni DWM. Po 1. svetovni vojni je ta naboj postal zelo razširjen in je danes eden standardnih nabojev za orožja krajšega dosega. 
Priljubljenost tega kalibra je v solidni moči, prebojnosti, cenenosti izdelave in večjemu številu nabojev, ki jih je možno namestiti v nabojnike (v primerjavi z nekaterimi drugimi kalibri, predvsem večjimi). Naboj je bil sprva zasnovan za razdalje do 50 m, vendar je uporaben tudi na daljših razdaljah. Danes je zaradi napredka telesne zaščite, kot so neprebojni jopiči in čelade, učinkovitost naboja slabša. V Rusiji so zato začeli s proizvodnjo 9 mm nabojev, ki lahko prebijejo telesno zaščito do vključno III. kategorije. V Italiji in nekaterih drugih državah je ta kaliber rezerviran izključno za policijsko rabo in je za civilno orožje prepovedan. Namesto tega je bil v Italiji uveden nov kaliber 9x21 IMI namenjen civilnemu in športnemu orožju.
Ta kaliber je postal tudi standarden v zvezi NATO. Izstrelki imajo pri ustju cevi hitrost od 300 do 360 m/s pri pištolah in nekoliko večjo (zaradi daljše cevi) pri brzostrelkah.